# Yanshiping
Yanshiping (kinesiska: 雁石坪, 雁石坪镇, 多玛区) är en köping i Kina. Den ligger i köpingen Yanshiping, den autonoma regionen Tibet, i den sydvästra delen av landet, omkring 450 kilometer norr om regionhuvudstaden Lhasa. Antalet invånare är 2876. Befolkningen består av 1 428 kvinnor och 1 448 män. Barn under 15 år utgör 29,0 %, vuxna 15-64 år 66 %, och äldre över 65 år 4,0 %.